# Zona de strike

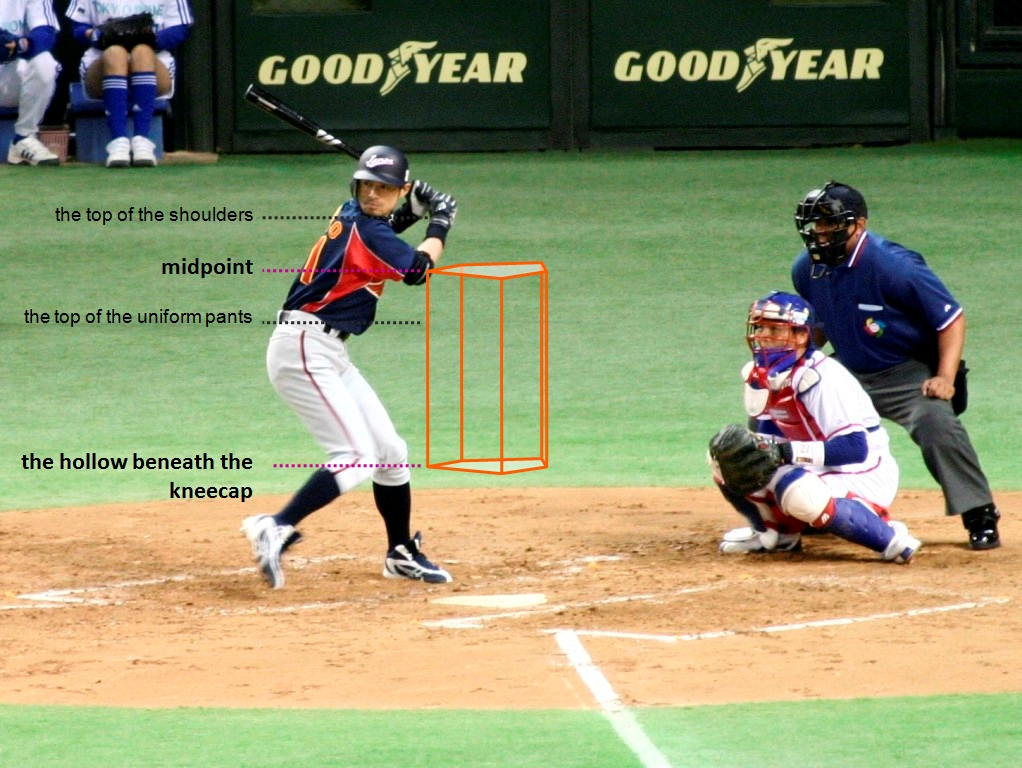
Dibujo etiquetado de la zona de strike superpuesto a una imagen de un partido en la que aparecen un bateador, un receptor y un ampáyer. El lanzador (que no aparece en la imagen) lanza una pelota de béisbol al receptor; el bateador intenta golpear esta pelota; y el árbitro decide si los lanzamientos son bolas o strikes.

En béisbol, la zona de strike es el volumen de espacio por el que debe pasar un lanzamiento para que se considere strike, incluso si el bateador no batea. La zona de strike se define como el volumen de espacio por encima del home y entre las rodillas del bateador y el punto medio de su torso. La decisión de si un lanzamiento atraviesa la zona la toma un árbitro, que generalmente se sitúa detrás del receptor.
Los strikes son deseables para el lanzador y el equipo de campo, ya que tres strikes suponen la eliminación del bateador. Un lanzamiento que no entra en la zona de strike se considera bola mala si el bateador no lo batea. Las bolas son deseables para el bateador y el equipo de bateo, ya que cuatro bolas permiten al bateador hacer un walk a primera base como base por bolas.

## Definición
La zona de strike es un volumen de espacio, un prisma pentagonal vertical derecho. Sus lados son planos verticales que se extienden desde los bordes del home. En las Grandes Ligas de Béisbol, la parte superior de la zona de strike es el punto medio entre la parte superior de los hombros del bateador y la parte superior de los pantalones del uniforme, y la parte inferior de la zona de strike está en el hueco debajo de la rótula, ambos determinados desde la postura del bateador cuando éste se prepara para golpear la bola lanzada. Varios libros de reglas de béisbol y sóftbol definen la zona de strike de forma ligeramente diferente.
(Un lanzamiento también es un strike si el bateador batea u ofrece el bate en un intento de golpear el lanzamiento. Un lanzamiento bateado en territorio de foul —una bola de foul— también es un strike, sujeto a varias excepciones). Un lanzamiento que no es strike se denomina bola (abreviatura de no ball). El recuento activo de strikes y bolas durante el turno al bate de un jugador se denomina recuento.
Aunque la zona de strike aplicada de facto puede variar, las Reglas Oficiales (Definiciones de Términos, STRIKE (b)) definen un lanzamiento como strike «si cualquier parte de la bola pasa a través de cualquier parte de la zona de strike», requiriéndose que la bola no haya rebotado. Por lo tanto, un lanzamiento que toca el límite exterior de la zona es tanto un strike como un lanzamiento que es lanzado justo por el centro. Un lanzamiento que pasa fuera de la parte delantera de la zona de strike pero que se curva para entrar en este volumen más atrás (sin ser golpeado) se denomina a veces strike de puerta trasera.
Un bateador que acumula tres strikes en una sola aparición al bate se ha ponchado y es out (con la excepción de un tercer strike no atrapado); un bateador que acumula cuatro bolas en una sola aparición ha conseguido una base por bolas (o walk) y se le concede el avance a primera base. En las primeras versiones de las reglas durante el siglo XIX, se necesitaban hasta 9 bolas para que un bateador ganara una base por bolas; sin embargo, para compensar esto, el bateador podía solicitar que la bola fuera lanzada alta, baja o media.

## Historia
Originalmente, la palabra strike se utilizaba literalmente: el bateador golpea la bola en un esfuerzo por golpearla. Por ejemplo, la undécima regla de las Reglas Knickerbocker (1845) decía: «Tres bolas golpeadas y falladas y la última atrapada, es un hand-out». No había ninguna consecuencia adversa si el bateador decidía no hacer el swing, es decir, el strike no existía, por lo que los bateadores estaban preparados para esperar todo el día su lanzamiento. No fue hasta la convención de la NABBP (siglas de National Association of Base Ball Players, ‘Asociación Nacional de Beisbolistas’) de 1858 que se adoptó una regla que autorizaba al árbitro a imponer un strike de penalización por tal conducta: «Si un bateador se queda en el bate sin golpear las bolas buenas que se le lanzan repetidamente, con el propósito de retrasar el juego o de dar ventaja a un jugador, el árbitro, después de advertirle, cantará un strike, y si persiste en tal acción, dos y tres strikes». Cuando se cante tres strikes, estará sujeto a las mismas reglas que si hubiera golpeado tres bolas». La bola llamada apareció por primera vez en las reglas de 1863, de forma similar como una penalización discrecional impuesta al lanzador por lanzar persistentemente bolas nulas.
Si un lanzamiento era o no nulo si el bateador estaba siendo irrazonablemente exigente se dejaba enteramente al juicio del árbitro. Hasta bien entrada la década de 1870, los árbitros eran reacios a realizar tales decisiones, ya que eran vistas como penalizaciones por juego antideportivo; pero en la década de 1880 se habían convertido en rutina, y se impuso la visión moderna de que cada lanzamiento resultaba en un swing, una bola o un strike. La primera regla que condujo a la creación de una zona de strike definida fue promulgada por la American Association antes de la temporada de 1886. Como se explicaba en el periódico estadounidense The Sporting Life el 17 de marzo de 1886, «la bola debe lanzarse a la altura solicitada por el bateador. Si a esa altura pasa por encima de cualquier parte del plato, entonces es un strike. La idea es dar al lanzador una oportunidad contra algunos árbitros malhumorados que obligaban a los torcedores a casi cortar el plato en dos antes de que se cantara un strike, incluso si la altura era la correcta». Al año siguiente, la Liga Nacional creó la zona de strike completa, eliminando el derecho del bateador a determinar la altura del lanzamiento y, en su lugar, exigiendo al árbitro que declarara strike cualquier lanzamiento que «pase por encima de la base del home a una altura no inferior a la rodilla del bateador ni superior a sus hombros».
Las Grandes Ligas de Béisbol han redefinido ocasionalmente la zona de strike para controlar el equilibrio de poder entre lanzadores y bateadores. Tras el año récord de jonrones de Roger Maris en 1961, las Grandes Ligas aumentaron el tamaño de la zona de strike elevando la parte superior de la zona desde la axila del bateador hasta la parte superior de su hombro. En 1968, lanzadores como Denny McLain y Bob Gibson dominaron a los bateadores, produciendo 339 blanqueadas. Carl Yastrzemski fue el único bateador de la Liga Americana que terminó la temporada con un promedio de bateo superior a .300. En la Liga Nacional estadounidense, Gibson registró un promedio de 1,12 carreras ganadas, el más bajo en 54 años, mientras que el lanzador de los Dodgers de Los Ángeles Don Drysdale lanzó un récord de 58⅔ entradas consecutivas sin anotar durante la temporada de 1968. Como resultado de la caída de las estadísticas ofensivas, las Grandes Ligas de Béisbol redujo la ventaja de los lanzadores bajando la altura del montículo de 15 pulgadas a 10 pulgadas, y reduciendo el tamaño de la zona de strike para la temporada de 1969 para que se extendiera sólo desde las axilas del bateador hasta la parte superior de las rodillas. En 1985, la parte superior de la zona de strike se redujo hasta el punto medio del torso del bateador, visto desde un ángulo vertical por el árbitro.

## Ejecución

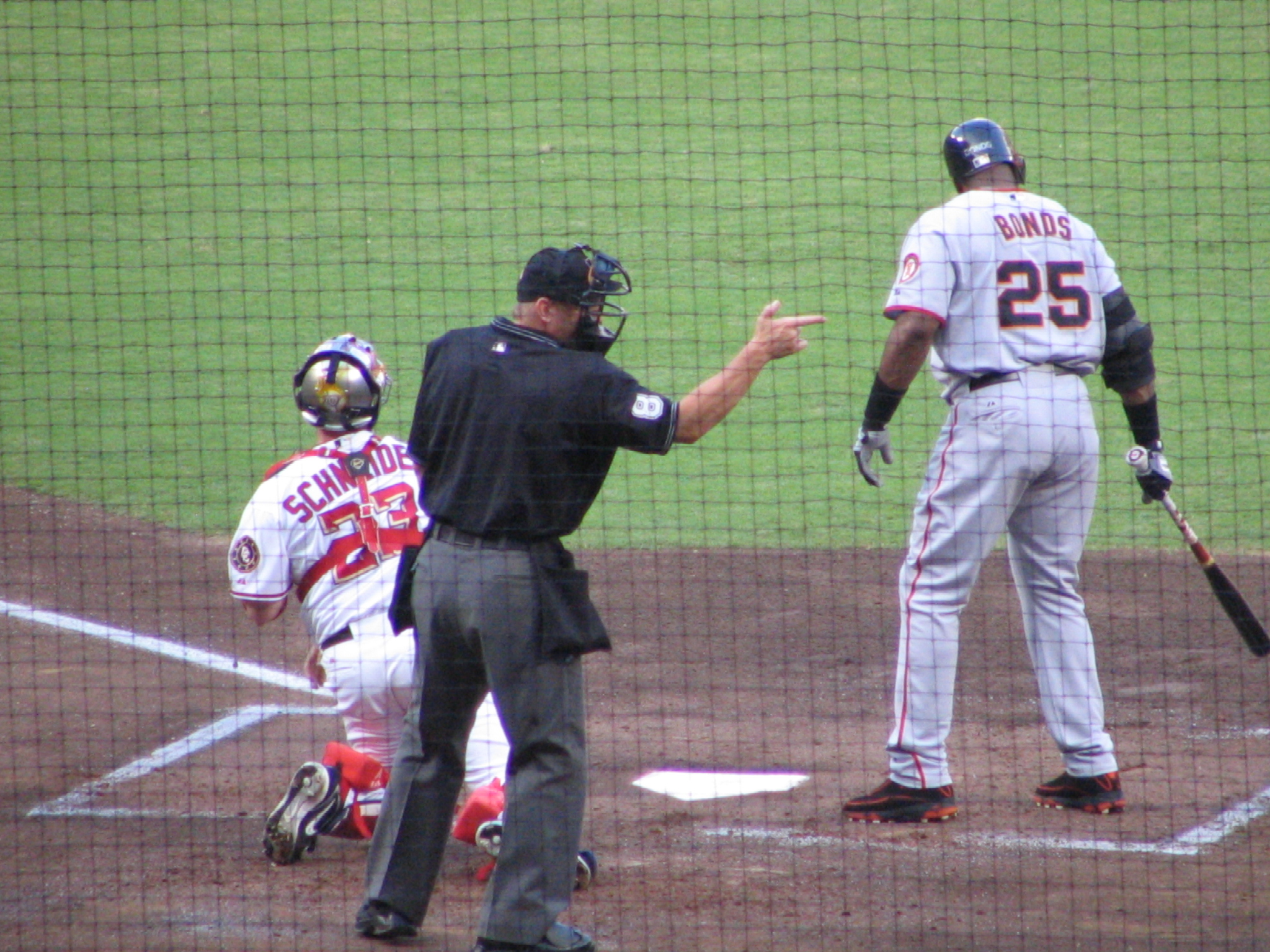
Un árbitro pitando un strike a Barry Bonds (#25)

Mientras que las reglas del béisbol proporcionan una definición precisa de la zona de strike, en la práctica, depende del juicio del árbitro decidir si el lanzamiento pasó a través de la zona.
Las Reglas Oficiales de Béisbol (Regla 8.02(a), incluyendo Comentarios) establecen que las objeciones a las decisiones en el campo, incluyendo bolas y strikes, no serán toleradas, y que cualquier manager, entrenador o jugador que abandone su dugout o posición en el campo para impugnar una decisión será primero advertido y luego expulsado.
Muchos árbitros, jugadores y analistas, incluidos los autores de un estudio de la Universidad de Nebraska sobre el tema, creen que debido al sistema QuesTec de seguimiento de lanzamientos, la zona de strike aplicada en 2002-2006 fue mayor en comparación con la zona de 1996-2000 y, por tanto, más cercana a la definición del reglamento. Algunos comentaristas creían que la zona había cambiado tanto que algunos lanzadores, como Tom Glavine, tuvieron que ajustar radicalmente su forma de lanzar para conseguir strikes. En 2003, un frustrado Curt Schilling llevó un bate de béisbol a una cámara QuesTec y la destruyó tras una derrota, diciendo que los árbitros no deberían cambiar la zona de strike para adaptarla a las máquinas.
En 2009, un nuevo sistema llamado Evaluación de Zona fue implementado en los 30 estadios de las Grandes Ligas, reemplazando el sistema QuesTec; el nuevo sistema registra la posición de la bola en vuelo más de 20 veces antes de que llegue al home. Mucha de la resistencia inicial de los árbitros de las Grandes Ligas a QuesTec había disminuido y la implementación del nuevo sistema de Evaluación de Zona en todos los estadios pasó desapercibida para los aficionados. Al igual que el antiguo sistema, el nuevo sistema se utilizará para calificar a los árbitros según su precisión y se utilizará para determinar qué árbitros reciben asignaciones de postemporada, pero los partidos en sí siguen estando sujetos a su error.
A partir de 2022, las Ligas Menores de Béisbol utilizaron el sistema automatizado de bolas y strikes de forma experimental durante varias temporadas. Mientras que el árbitro seguía pitando bolas y strikes, un sistema automatizado determinaba la zona de strike y podía utilizarse cuando un equipo cuestionaba la decisión del árbitro. El comisionado de las Grandes Ligas de Béisbol, Rob Manfred, dijo en octubre de 2022 que este método se utilizaría finalmente en los partidos de las Grandes Ligas. ESPN informó que todos los juegos de la Clase AAA utilizarían el método en la temporada 2023. Para 2023, el sistema se utilizó para la mitad de todos los juegos, con la otra mitad utilizando árbitros, con ABS utilizado para un máximo de tres desafíos por equipo para cada juego.

## En otros deportes
- En cricket, una bola es un strike si golpea el wicket. Un solo strike retira al bateador. El equivalente más cercano a una bola es el wide, que supone una penalización automática de 1 carrera por cualquier lanzamiento fuera del alcance del bateador y/o del wicket.